# Miltochrista delineata
Miltochrista delineata là một loài bướm đêm thuộc phân họ Arctiinae, họ Erebidae.